# Peruth Chemutai
Peruth Chemutai (Kapchorwa, 10 de julio de 1999) es una agente de policía y deportista ugandesa que compite en atletismo.
Participó en tres Juegos Olímpicos de Verano, entre los años 2016 y 2024, obteniendo dos medallas, oro en Tokio 2020 y plata en París 2024, ambas en la prueba de 3000 m obstáculos.

## Palmarés internacional
| Juegos Olímpicos | Juegos Olímpicos | Juegos Olímpicos | Juegos Olímpicos  |
| Año              | Lugar            | Medalla          | Prueba            |
| ---------------- | ---------------- | ---------------- | ----------------- |
| 2020             | Tokio (Japón)    | Medalla de oro   | 3000 m obstáculos |
| 2024             | París (Francia)  | Medalla de plata | 3000 m obstáculos |